# 扎布羅季 (基韋爾齊區)
50°52′9″N 25°25′45″E / 50.86917°N 25.42917°E
扎布羅季（烏克蘭語：Заброди），是烏克蘭的村落，位於該國西部沃倫州，由盧茨克區負責管轄，始建於1985年，面積0.36平方公里，2001年人口86，人口密度每平方公里241.57人。